# Ministério do Investimento e Desenvolvimento Econômico (Polônia)
 O Ministério do Investimento e Desenvolvimento Econômico (em polonês/polaco:  Ministerstwo Inwestycji i Rozwoju) é uma agência do governo da Polônia. O ministério está sediado em Varsóvia e foi formado a partir do Ministério do Desenvolvimento em 2018. Jerzy Kwieciński é atual Ministro do Investimento e Desenvolvimento Econômico. 

## Lista de ministros[1]
|  | Retrato          | Nome         | Festa                | Mandato          | Mandato                           | Primeiro Ministro (gabinete) |
|  | ---------------- | ------------ | -------------------- | ---------------- | --------------------------------- | ---------------------------- |
|  | Jerzy Kwieciński | Independente | 9 de janeiro de 2018 | 15 novembro 2019 | Morawiecki, Mateusz (Morawiecki ) |                              |